# Асанояма Хироки
Асанояма Хироки (яп. 朝乃山広暉, род. 01.03.1994, имя при рождении — Исибаси Хироки (石橋 広暉)) — японский профессиональный сумоист из префектуры Тояма. Дебютировал в марте 2016 года и достиг макуути в сентябре 2017. Высший ранг — одзэки. Он получил один кимбоси за победу над ёкодзуной и шесть специальных призов. Относится к школе Такасаго.
В июне 2021 года Асанояма был дисквалифицирован на один год (шесть турниров) за нарушение правил, связанных с COVID-19. Он снова получил право участвовать в соревнованиях в июле 2022 года.

## Детство и юность
В детстве Исибаcи проявлял большой интерес к гандболу, но в младших классах средней школы начал серьёзно заниматься сумо. В девятом классе он принимал участие в национальных чемпионатах, но получил травму локтя, что заставило его задуматься о том, чтобы бросить спорт. Затем он поступил в коммерческую среднюю школу Тоямы, где его убедили продолжать заниматься сумо. После успешных соревнований в турнирах средней школы он поступил в Университет Кинки, где изучал экономику. Он выиграл семь университетских титулов и вошел в четверку лучших борцов на всеяпонских чемпионатах сумо.

## Карьера

### Ранняя карьера
В 2016 году Исибаcи присоединился к хэя Такасаго, где его взял под опеку бывший одзэки Асасио. Как большинство начинающих борцов, он начинал выступать под своей фамилией.
Как чемпиону университета, Исибаcи позволили проскочить два низших уровня профессионального сумо и начать свою карьеру с четвертого дивизиона сандаммэ в марте 2016 года. Три катикоси (превышение числа побед над числом поражений) в трех первых басё привели к тому, что в сентябре он был переведен в дивизион макусита. За победами в сентябре и ноябре последовал наилучший результат 7:0 в январе 2017 года, что принесло ему чемпионство в дивизионе и переход во второй дивизион (дзюрё). В этот момент он взял сикону Асанояма Хидэки. Его повышение гарантировало, что школа Такасаго снова будет иметь сэкитори после понижения в Асасэкирю и Асабенкэя до макусита. Асанояма приложил все усилия для перехода в дзюрё, чтобы почтить память своего тренера по сумо в старшей школе, который незадолго до этого умер от рака.
В своем дебюте в дзюрё в марте 2017 года Асанояма добился 10 побед и лидировал в последний день турнира, но в плей-офф потерпел поражение от гораздо более опытного Тоёхибики. После 8 побед в мае, в июле он вновь проиграл в плей-офф, на этот раз Дайамами. Тем не менее, этого было достаточно, чтобы обеспечить его перевод в высший дивизион макуути к следующему турниру.

### Карьера в макуути
В своем первом турнире в высшем дивизионе Асанояме было присвоено звание 16-го маэгасира. На 6-й день он имел счёт 3-3, но затем добился пяти побед подряд и к концу турнира был одним из лидеров, отставая от Гоэйдо всего на одну победу на 13-й день. Он закончил турнир с результатом 10-5 и был награжден призом за проявленный боевой дух. Он боролся не так успешно во втором своём турнире в высшем дивизионе, одержав всего пять побед против десяти поражений и едва избежав понижения до дзюрё. В январе 2018 года он добился результата 9-6 в ранге 16-го маэгасира. В июле он был одним из лидеров большую часть турнира, закончил с результатом 11-4 и получил приз за боевой дух. В течение следующих нескольких турниров он оставался в середине ранга маэгасира, в основном чередуя результаты 8-7 и 7-8.
В майском турнире 2019 года, первом турнире эры Рэйва, он был безусловным лидером турнира с десятью победами и всего одним поражением на 11-й день. Он проиграл ещё одну схватку на 12-й день, но восстановил безусловное лидерство на 13-й день, добившись неоднозначной победы над Тотиносином. Победив Гоэйдо на 14-й день, он стал победителем турнира после того, как Какурю потерпел поражение от Тотиносина. В последней схватке он проиграл Митакэуми и закончил со счетом 12-3. В дополнение к турнирному первенству он получил специальные призы за выдающиеся достижения и боевой дух, а также получил первый Кубок президента США из рук Дональда Трампа. Он стал первым борцом из префектуры Тояма, выигравшим чемпионат высшего дивизиона за последние 103 года; в параде в его родном городе 16 июня приняли участие 25 000 человек. В июльском турнире 2019 года он получил ранг 1-го маэгасира. Ему не хватило одной победы до катикоси с результатом 7-8. На пятый день сентябрьского турнира он заработал свою первую кимбоси (золотую звезду) за победу над ёкодзуна Какурю. Он был в числе лидеров турнира на 10-й день, но проиграл обе схватки на 11-й и 12-й дни и закончил с результатом 10-5. Он был второй раз награжден призом за выдающееся выступление за победу над Какурю и двумя одзэки.
Он дебютировал в санъяку в ноябре 2019 года, став одним из четырех комусуби на бандзукэ на этом турнире. Он является первым комусуби из школы Такасаго после Асасэкирю, потерявшим этот статус в 2006 году, третьим из префектуры Тояма после Второй мировой войны (после Вакамиямы и Котогаумэ), а также третьим из университета Кинки после своего оякаты Асасио и Такарафудзи. Он занял второе место после Хакухо с результатом 11-4 и получил первый приз за техническое совершество. Он также закончил 2019 год с 55 победами в высшем дивизионе, больше, чем у других сумоистов.

#### Повышение до одзэки
На турнире в январе 2020 года Асанояма дебютировал на сэкиваке и добился результата 10-5. Понижение в должности Такаясу и отставка Гоэйдо оставили только одного одзэки на мартовском бандзукэ впервые за 38 лет, и Асанояма сказал на пресс-конференции 24 февраля: «Есть еще одно место для одзэки. Я хочу максимально использовать эту возможность». Асанояма финишировал с результатом 11-4 в мартовском турнире, что было достаточно для консультативного совета сумо, чтобы рекомендовать его повышение до ранга одзэки. Японская ассоциация сумо официально повысила его 25 марта. Он является первым одзэки из префектуры Тояма после 22-го ёкодзуны Татияма за 111 лет до этого. Асанояма сказал, что надеется достичь его уровня, а также вдохновить молодежь из его префектуры присоединиться к профессиональному сумо.

### Карьера одзэки
В своем дебюте как одзэки в июле 2020 Асанояма был лидером турнира до 13 дня, когда он потерпел поражение от бывшего одзэки Тэрунофудзи, а на следующий день он проиграл Тэруцуёси, применившему захват ноги (аситори). В итоге он занял второе место со счетом 12-3. Он плохо проявил себя в сентябре и проиграл первые три матча, за что его раскритиковал бывший ёкодзуна и член школы Такасаго Асасёрю. Затем он выиграл десять схваток подряд, после чего проиграл Сёдаю и Такакэйсё в последние два дня и финишировал со счетом 10-5. Он снялся с ноябрьского турнира 2020 года на 3-й день из-за травмы дельтовидной мышцы правого плеча, полученной в первый день турнира. Это был первый раз в его карьере, когда он был вынужден отказаться от участия в турнире. После возвращения в январе 2021 он добился достаточного количества побед, чтобы сохранить звание одзэки, и поделил второе место с одзэки Сёдаем и сэкивакэ Тэрунофудзи.

### Расследование и отстранение
Асанояма прекратил участие в майском турнире 2021 года на 11-й день, когда выяснилось, что он нарушил протоколы касательно COVID-19. Сибатаяма, ответственный за связи с общественностью Ассоциации сумо, сказал, что Асанояма изначально отрицал обвинения, о которых сообщил журнал Сюкан Бунсюн, но позже признал свою вину.
Расследование дела было возложено на комитет Ассоциации сумо, возглавляемый Огурумой (бывший одзэки Котокадзэ). Комитет обнаружил, что в то время, когда борцам велели не выходить на улицу без крайней необходимости, Асанояма десять раз посетил ночные клубы и трижды обедал вне дома. Также было обнаружено, что 44-летний репортер Sports Nippon, который сопровождал Асанояму во время его прогулок, вступил с ним в сговор, чтобы скрыть данные инциденты от следователей, а Асанояма уничтожил доказательства, удалив текстовые сообщения репортера со своего смартфона. Когда представители комитета спросили Асанояму о нарушениях, тот заявил, что обращался за медицинской помощью в сопровождении репортера Sports Nippon.
В отчете комитета отмечалось, что Асанояма «серьезно запятнал достоинство одзэки». Внеочередное заседание полного состава Ассоциации сумо было назначено на 11 июня для окончательного решения. Перед встречей выяснилось, что Асанояма подал в отставку через два дня после того, как отказался от участия в майском турнире 2021 года.
Ассоциация сумо постановила отстранить Асанояму от турниров на один год и сократить его заработную плату на 50 % на шесть месяцев. Огурума сказал, что Асанояма «… должен был служить образцом для подражания для других борцов сумо» в качестве одзэки, добавив, что наказание не было бы таким суровым, если бы он сразу признался в содеянном. Асанояма появился на встрече и извинился перед директорами, сказав, что солгал, потому что боялся последствий.
Так как его отстранение засчитывается как отсутствие на басё, Асанояма потерял ранг одзэки (в сентябре 2021), выбыл из макуути (в январе 2022) и лишился статуса сэкитори (в марте).
В дополнение к наказанию Асаноямы, главе его школы Такасаго (бывший сэкивакэ Асасэкирю) на три месяца урезали заработную плату на 20 %. Позже Sports Nippon объявили, что репортер, обедавший с Асаноямой, был уволен после внутреннего расследования. Тренер Асаноямы Нисикидзима (бывший одзэки Асасио IV) подал в отставку после того, как было установлено, что он нарушил ограничения COVID, пригласив Асанояму на ужин со своей семьей и знакомыми.
Через месяц после того, как его отстранение было утверждено, Асанояма, его ояката и шесть младших борцов школы Такасаго показали положительный результат на COVID-19.

### Возвращение
В июле 2022 года Асанояма снова получил право участвовать в турнирах. К этому моменту он опустился до 22-й позиции в 4-м дивизионе сандаммэ. В июльском бандзукэ он также изменил часть своей сиконы, вернувшись к настоящему имени — Хироки. В первом после возвращения турнире Асанояма одержал победу в сандаммэ, не потерпев ни одного поражения. В январе 2023 года Асанояма вновь выступил в статусе сэкитори, выиграв турнир в дзюрё, а в марте добился возвращения в макуути.
На первом же турнире после возвращения в макуути претендовал на победу, но в итоге со статистикой 12-3 занял второе место.
На турнире в июле 2024 года после четвертого соревновательного дня получил серьезную травму — повреждение передней крестообразной связки. С дохё его увезли в инвалидном кресле, а позже доставили в местную больницу.

### Второе понижение
30 июля 2024 года Асанояме была проведена успешная операция, срок восстановления после которой составляет 10 месяцев. Такасаго-ояката, тренер Асаноямы, сообщил, что в результате пропуска нескольких турниров Асанояма утратит элитный статус сэкитори и, вероятно, опустится в четвертый дивизион сандаммэ. Таким образом, во второй раз после 2020 года Асанояму ждет серьезное понижение в ранге.
При этом сам сумоист заявил, что хочет вернуться к выступлениям с января 2025 года (то есть, спустя всего 5 месяцев реабилитации) и планирует как можно скорее вернуться в высшую лигу макуути. К сентябрьскому турниру 2024 года был понижен в дивизион дзюрё. К ноябрьскому турниру 2024 года был понижен в третий дивизион макусита. К январскому турниру 2025 года, несмотря на планы, борец не восстановился. Находясь на позиции 41-го борца дивизиона макусита, он пропустил турнир целиком.
К мартовскому турниру 2025 года был понижен в четвертый дивизион сандаммэ, который выиграл.

## Результаты выступлений
| Год в сумо | Январь Хацу басё, Токио                          | Март Хару басё, Осака      | Май Нацу басё, Токио                               | Июль Нагоя басё, Нагоя          | Сентябрь Аки басё, Токио                      | Ноябрь Кюсю басё, Фукуока                        |
| --- | ------------------------------------------------ | -------------------------- | -------------------------------------------------- | ------------------------------- | --------------------------------------------- | ------------------------------------------------ |
| 2016 | x                                                | Сандаммэ-цукэдаси #100 5–2 | Сандаммэ #66 востока 6–1                           | Сандаммэ #11 запада 6–1         | Макусита #36 запада 6–1                       | Макусита #14 востока 5–2                         |
| 2017 | Макусита #7 запада 7–0 Чемпион                   | Дзюрё #12 востока 10–5–P   | Дзюрё #7 востока 8–7                               | Дзюрё #5 запада 11–4–P          | Маэгасира #16 востока 10–5 Д                  | Маэгасира #11 запада 5–10                        |
| 2018 | Маэгасира #16 запада 9–6                         | Маэгасира #13 запада 8–7   | Маэгасира #12 запада 7–8                           | Маэгасира #13 запада 11–4 Д     | Маэгасира #5 запада 7–8                       | Маэгасира #5 запада 6–9                          |
| 2019 | Маэгасира #8 запада 8–7                          | Маэгасира #8 востока 7–8   | Маэгасира #8 запада 12–3 ВД                        | Маэгасира #1 востока 7–8        | Маэгасира #2 запада 10–5 В★                   | Комусуби #2 запада 11–4 Т                        |
| 2020 | Сэкивакэ востока 10–5                            | Сэкивакэ востока 11–4      | Отмена басё 0–0–15                                 | Одзэки #1 запада 12–3           | Одзэки #1 востока 10–5                        | Одзэки #1 запада 1–2–12                          |
| 2021 | Одзэки #2 востока 11–4                           | Одзэки #1 запада 10–5      | Одзэки #1 востока 7–5–3                            | Дисквалиф.                      | Дисквалиф.                                    | Дисквалиф.                                       |
| 2022 | Дисквалиф.                                       | Дисквалиф.                 | Дисквалиф.                                         | Сандаммэ #22 запада 7–0 Чемпион | Макусита #15 востока 6–1                      | Макусита #4 востока 6–1                          |
| 2023 | Дзюрё #12 запада 14–1 Чемпион                    | Дзюрё #1 востока 13–2      | Маэгасира #14 востока 12–3                         | Маэгасира #4 востока 8–4–3      | Маэгасира #2 запада 9–6                       | Маэгасира #1 востока 4–4–7                       |
| 2024 | Маэгасира #7 запада 9–3–3                        | Маэгасира #1 запада 9–6    | Маэгасира #1 востока Пропустил из-за травмы 0–0–15 | Маэгасира #12 востока 3–2–10    | Дзюрё #3 запада Пропустил из-за травмы 0–0–15 | Макусита #1 востока Пропустил из-за травмы 0–0–7 |
| 2025 | Макусита #41 запада Пропустил из-за травмы 0–0–7 | Сандаммэ #21 запада 7–0    | Макусита #14 запада 6–1                            | Макусита #1 запада 5–2          | Дзюрё –                                       | Ещё не состоялся                                 |
| Результат приведен как победил-проиграл-снялся Юсё (победа) Дзюнъюсё (второе место) Интай (отставка) Не выступал в макуути Специальные призы: Д=За боевой дух (Канто-сё); В=За выдающееся выступление (Сюкун-сё); Т=За техническое совершество (Гино-сё) Ещё показаны: ★=Кимбоси; P=Участие в дополнительном финале Лиги: Макуути — Дзюрё — Макусита — Сандаммэ — Дзёнидан — Дзёнокути Ранги макуути: Ёкодзуна — Одзэки — Сэкивакэ — Комусуби — Маэгасира |                                                  |                            |                                                    |                                 |                                               |                                                  |

## Стиль боя
Асанояма предпочитает техники ёцу, которые включают захват маваси противника. Его наиболее распространенный кимаритэ — ёрикири. Его любимый приём — миги-ёцу, правая рука внутри, а левая — снаружи, хотя в преддверии турнира в марте 2020 года он работал над обратной хваткой.